# جي. ك. غرانت
جي. ك. غرانت هو سياسي كندي، ولد في 2 مارس 1866 في كندا، وتوفي في 22 يوليو 1928. حزبياً، نشط في الحزب التقدمي المحافظ في نيو برونزويك ‏. وقد انتخب عضو الجمعية التشريعية لنيو برونزويك ‏.